# En las raras tocatas nuevas de la Rock & Pop
En Las Raras Tocatas Nuevas de la Rock & Pop es un disco del grupo musical chileno Los Prisioneros, grabado en los estudios de la Radio Rock&Pop para el programa Raras tocatas nuevas. Lanzado en octubre de 2003, es un disco principalmente de covers de los años 1970 y 1980, tanto de música en español como en inglés. Además incluye nuevas versiones de "En el cementerio" y "Concepción", canciones de su disco homónimo lanzado meses antes. Este disco contó con la colaboración de Álvaro Henríquez y Pablo Ilabaca.

## Contenido del álbum
El álbum cuenta con versiones alternativas de "Concepción" y "En el cementerio", dos canciones del show infantil 31 minutos, las cuales son "Bailan sin César" y "Tanganica, tangananá", y el resto son covers de otros grupos, como Virus, Los Gatos, The Knack, The Beatles, Bee Gees o Los Iracundos.

## Lista de canciones
| N.º | Título                    | Escritor(es)                       | Artista original   | Duración |  |
| 1.  | «En el cementerio»        | Jorge González                     | Los Prisioneros    | 2:59     |  |
| 2.  | «Sin disfraz»             | Federico Moura/Roberto Jacoby      | Virus              | 4:58     |  |
| 3.  | «Bailan sin César»        | Pablo Ilabaca/Rodrigo Salinas      | 31 minutos         | 2:11     |  |
| 4.  | «Concepción»              | Jorge González                     | Los Prisioneros    | 4:23     |  |
| 5.  | «Es la lluvia que cae»    | Eduardo Franco/Bob Lind            | Los Iracundos      | 2:39     |  |
| 6.  | «Viento dile a la lluvia» | Litto Nebbia                       | Los Gatos          | 4:55     |  |
| 7.  | «My Sharona»              | Doug Fieger                        | The Knack          | 4:54     |  |
| 8.  | «Birthday»                | John Lennon/Paul McCartney         | The Beatles        | 2:37     |  |
| 9.  | «Alone Again (Naturally)» | Gilbert O'Sullivan                 | Gilbert O'Sullivan | 3:29     |  |
| 10. | «Spirits (Having Flown)»  | Barry Gibb/Robin Gibb/Maurice Gibb | Bee Gees           | 5:05     |  |
| 11. | «Tangananica, tangananá»  | Castro/Ilabaca/Salinas             | 31 minutos         | 1:42     |  |
| 12. | «La pollera amarilla»     | Tulio Enrique León                 | Tulio Enrique León | 3:04     |  |

| Canciones No Publicadas |                 |                                  |                  |          |  |
| N.º                     | Título          | Escritor(es)                     | Artista original | Duración |  |
| 13.                     | «My Sweet Lord» | George Harrison                  | George Harrison  | 3:23     |  |
| 14.                     | «Another Day»   | Paul McCartney , Linda McCartney | Paul McCartney   | 3:43     |  |

## Músicos
- Jorge González – Voz, guitarra, guitarra acústica, bajo, programaciones.
- Miguel Tapia – Batería, programaciones, voz en 5.
- Álvaro Henriquez – Guitarra, guitarra acústica, coros.

## Colaboradores
- Pablo Ilabaca - Guitarra en 11.
- Cristián Acosta - Voz, Guitarra en 13.
- Sergio Coti Badilla - Guitarra, Teclado.

## Curiosidades
- Al final de "Tangananica, tangananá", el vocalista Jorge González le dice al baterista Miguel Tapia "oye, ¿recojamos los micrófonos mejor?", a lo que Tapia responde "sí, vamos a recojámolos". Esto en alusión a la fallida conferencia de prensa ocurrida el mediodía del 25 de septiembre de 2003 (apenas unas horas antes de grabar la canción), en la cual González y Tapia presentaban a Álvaro Henríquez (vocalista y guitarrista de Los Tres) como miembro invitado, tras la salida del guitarrista Claudio Narea de la banda. Jorge y Miguel no tenían mucho entusiasmo de responder las preguntas de los periodistas, pero se vieron obligados a anunciar la grabación de su nuevo álbum junto a Henríquez y promocionar la gira por Chile junto a los mexicanos de Café Tacvba, auspiciada por la radio Rock&Pop. Ante la dura insistencia de la prensa sobre el despido de Claudio Narea, González dio abruptamente por finalizada la conferencia y, en un arrebato de furia, se levantó de su asiento y arrojó al suelo los micrófonos, grabadoras, jarros y vasos con agua que había encima de la mesa y se retiró del lugar, seguido por Tapia quien se despide con un escueto "Gracias, eso sería todo" y luego por Henríquez que, sonriendo gentilmente, solo atinó a decir "¡chaíto!" a los periodistas presentes.[1] La versión original del tema dice "-oye, oye, ¿ordenemos mejor? -sí, o si no, nos van a pillar".